# Stück (Garnmaß)
Mit Stück wurde ein österreichisches und deutsches Längen- und Garnmaß in der Textilindustrie bezeichnet. Es war ein materialabhängiges Maß.

## Österreich
- Batist 1 Stück = 11,688 Meter
- Kattun 1 Stück = 12,4674 Meter
- Leinen 1 Stück = 23,376 Meter
- Leinengarn für Maschinen 1 Stück = 11220,7 Meter
- Musselin 1 Stück = 15,584 Meter

## Deutschland
- Garnmaß Berlin und Danzig 1 Stück = 1867,4 Meter
- Garnmaß in Braunschweig 1 Stück = 401,794 Meter
- Garnmaß in Breslau 1 Stück = 11061,43 Meter
- Garnmaß in Cloppenburg 1 Stück = 2523,65 Meter
- Garnmaß in Delmenhorst 1 Stück = 1960,46 Meter
- Garnmaß in Emden 1 Stück = 1507,21 Meter, auch 1314,43 Meter
- Garnmaß in Hannover 1 Stück = 1971,64 Meter
- Garnmaß in Jever 1 Stück = 1615,87 Meter
- Garnmaß in Königsberg 1 Stück = 20,693 Meter (Weißes Leinen, Drillich), sonst wie Berlin
- Garnmaß in Landwürden 1 Stück = 2845,69 Meter
- Garnmaß in Leipzig 1 Stück = 8136 Meter, auch 10848 Meter (Leinengarn)
- Garnmaß in Minden 1 Stück = 1334 Meter (Moltgarn)
- Garnmaß in Minden 1 Stück = 1600 Meter (feines Garn)
- Garnmaß in Münster 1 Stück = 3499 Meter
- Garnmaß in Oldenburg 1 Stück = 1452,19 Meter
- Garnmaß in Osnabrück 1 Stück = 1149,6 Meter (Moltgarn)
- Garnmaß in Osnabrück 1 Stück = 1379,5 Meter, auch 2069,24 Meter (Langgarn)
- Garnmaß in Osnabrück 1 Stück = 1379,82 Meter (Vollgarn)
- Garnmaß in Osnabrück 1 Stück = 2694,8 Meter (Löwentgarn)
- Garnmaß in Preußen 1 Stück = 1867,43 Meter
- Garnmaß in Preußen 1 Stück = 1867,43 Meter
- Garnmaß in Sachsen 1 Stück = 10848 Meter (Vierviertelgarn)
- Garnmaß in Sachsen 1 Stück = 8136 Meter (Dreiviertelgarn)
- Garnmaß in Schaumburg-Lippe 1 Stück (groß) = 3063,46 Meter
- Garnmaß in Schaumburg-Lippe 1 Stück (klein) = 1531,73 Meter
- Garnmaß in Steinfeld und Vechta 1 Stück = 1748,7 Meter